# Geon
Les geons sont de simples formes bi-dimensionnelles ou tri-dimensionnelles tels que des cylindres, des briques, des cônes, cercles ou rectangles correspondant aux parties élémentaires de la théorie de la reconnaissance compositionelle (en) d'un spécialiste américain de la vision, Irving Biederman (en),.
La théorie propose que les entrées visuelles soient mises en correspondances dans le cerveau avec des représentations structurelles des objets. Ces représentations structurelles consistent en des « geons » (contraction de geometrical ions) et leurs relations (par exemple un cône de glace peut être décomposé en une sphère reposant sur un cône). L’intérêt réside dans le fait d'exprimer un nombre important de formes à partir d'un nombre modeste de geons (moins de 40). C'est en les combinant entre eux par différentes relations (ex: au-dessus de, plus grand que, extrémité à extrémité, extrémité à milieu) et leur appliquant grossièrement des transformations géométriques telles que aspect ratio, orientation 2D, que des millions de formes géométriques surfaciques ou volumiques peuvent être générées.
Deux classes d'identification visuelle basées sur la forme ne sont pas effectuées au travers des représentations geon. Il s'agit :
1. de celles prenant part à la reconnaissance des visages ;
2. des classifications n'ayant pas de limites nettement définies comme les buissons ou les plis de tissus.

Ce genre d'identification n'est pas invariant suivant le point de vue d'observation.

## Propriétés des geons

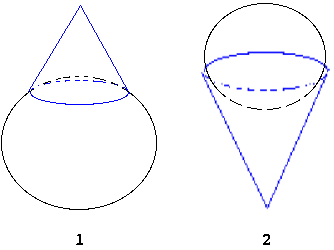
Deux cas de geons interagissants. Qu'imaginez-vous dans chaque cas ?

Les geons possèdent 4 propriétés essentielles :
1. Invariance du point de vue : Chaque geon peut être distingué des autres depuis presque n'importe quel point de vue, excepté des "accidents" pouvant survenir selon des angles extrêmes où un geon projetterait une image qui pourrait être un autre geon, comme lorsqu'une vue de haut d'un cylindre donne un cercle ou une sphère. De manière similaire, un arrangement de geon ne dépend pas non plus du point de vue.
2. Stabilité ou résistance au « bruit visuel » : Du fait que les geons sont simples, ils sont aisément supportés par les propriétés de continuité de surface[pas clair], ce qui rend leur identification possible même lors d'occultations partielles ou de dégradations causées par le bruit de l'image, par exemple quand un cylindre se trouve derrière un buisson.
3. Invariance aux directions de l'éclairage, marques et textures de surface.
4. Haute distinction : Les geons diffèrent qualitativement, avec seulement deux ou trois niveaux d'attributs, comme lignes droites ou courbées, parallèles ou non parallèles, courbure positive ou négative. Ces différences qualitatives peuvent facilement être distinguées, ce qui rend les objets qui en sont composés aisément distinguables.

## Geons et cônes généralisés
Les geons constituent une partie de l'ensemble des cônes généralisés, qui sont des volumes créés quand un profil effectue un balayage le long d'un axe. Par exemple, un cercle extrudé le long d'une génératrice définit un cylindre, un rectangle définirait un parallélépipède droit, etc. Quatre dimensions aux valeurs bornées par des antagonismes définissent l'ensemble actuel des geons : 
1. Forme du profil : courbe ou droit
2. Axe : droit ou courbé
3. Taille du profil au long de son extrusion : constant, en expansion, en contraction, en expansion puis en contraction ou en contraction puis en expansion.
4. Terminaison du balayage : Coupé droit, en pointe, ou arrondi.